# Obadiah (Khazaria)
Obadiah (Obadiyah Xaqan, Обадия, Обадий, Овадия, 俄巴底亚, עבדיה)) (VIII secolo – 809) fu un sovrano Khazaro, discendente di Bulan, e fondatore della dinastia khazaria Beks..
La seconda fase (finale) del consolidamento dell'ebraismo nella Khazaria è associata al suo nome.
Il tempo del suo regno è determinato in base alla datazione dell'atto di giudaizzazione. Nella letteratura domestica è consuetudine definire il periodo successivo all'ultima incursione dei Khazar nel Caucaso (nel 786) fino alla fine del regno del califfo Hārūn al-Rashīd  - 809 anni .
Fece importanti riforme. In campo religioso, stabilì la forma rabbinica ortodossa dell'ebraismo. Costruí sinagoghe e scuole. Invitò i saggi ebrei nel paese, dando loro un contenuto generoso. Presentarono i Khazari a Mishna e al Talmud. Nella sfera politica divenne il fondatore del sistema di doppio governo in cui i sovrani nominali del paese Hagan avevano solo funzioni simboliche e la gestione dello stato veniva esercitata attraverso i loro deputati - i discendenti di Obadiah -. Il giudaismo divenne così la religione della casa regnante.
Per la sua dinastia, stabilì un ordine di successione più progressivo: invece del tradizionale principio della "scala" da un fratello maggiore a uno più giovane, il trono iniziò a essere trasferito rigorosamente da padre in figlio. Tuttavia, dopo il regno del figlio di Obadiah, Hezekiah e del suo nipote Manasse, la sua linea fu interrotta e il trono passò a suo fratello Chanukkah . C'è motivo di credere che ciò sia dovuto alla rapida morte dei primi re dovuta alla resistenza di una parte della nobiltà Khazara al nuovo ordine dinastico.
Alcuni studiosi, come K. Zuckerman, negano la realtà di Obadiah come personaggio storico, sostenendo che non è menzionato nella breve lista dei re Khazar (saggio di Yehuda di Barcellona , XII secolo). Tuttavia, questa opinione non è generalmente accettata.